# Muncel, Sălaj
Muncel este un sat în comuna Cristolț din județul Sălaj, Transilvania, România.